# الکل نوع یک

اتانول

بوتانول

الکل نوع یک الکلی است که یک گروه هیدروکسیل متصل به اتم کربن نوع یک داشته باشد. تعریف دیگر آن عبارت است از مولکولی که دارای یک گروه ‎ باشد. در مقابل الکل نوع دو دارای فرمول CHROH است و الکل نوع سوم فرمول –CR2OH را دارد که در آن R بیانگر گروهی است که کربن دارد.
ازجمله الکل‌های نوع یک می‌توان به اتانول و بوتانول اشاره کرد.
برخی منابع مانند چاپ ۱۹۱۱ دانشنامهٔ بریتانیکا، متانول را الکل درجهٔ یک می‌دانند اما این تعریف در کاربرد حرفه‌ای کمتر مورد پذیرش است.